# Sweet Pool
Sweet Pool (スウィートプール Suītopūru?), estilizada como sweet pool, es una novela visual japonesa de género yaoi desarrollada por Nitro+Chiral y escrita por Fuchii Kabura. Fue lanzada para formato PC como una primera edición de prensa el 19 de diciembre de 2008, mientras que una edición regular fue lanzada el 10 de abril de 2009. En 2016, fue lanzada nueva una versión de sweet pool para Windows 10. Una adaptación a serie de manga ilustrada por Mayu Kurumazaki comenzó su serialización en la revista Be x Boy Gold de la editorial Seiji Biblos. El primer volumen tankōbon fue publicado por Libre Publishing el 10 de noviembre de 2010, mientras que un segundo volumen lo fue el 10 de febrero de 2012.

## Argumento
Yōji Sakiyama es un estudiante de segundo año de secundaria que se ve obligado a repetir un año debido a ausencia por enfermedad. El nerviosismo de Yōji no solo se ve incrementado al tener que regresar a la escuela, sino también por Tetsuo Shironuma, un misterioso muchacho de su clase que podría o no jugar un papel importante en su vida. Yōji también se verá acosado por el muy excéntrico Zenya Okinaga, quien al parecer sabe cosas sobre Yōji que él mismo desconoce. A su vez, inexplicables dolores y pesadillas demasiadas vívidas atormentan la vida cotidiana de Yōji, mientras se esfuerza por reconocer si son reales o solo una cruel ilusión. 

## Personajes
Yōji Sakiyama (崎山 蓉司 Sakiyama Yōji?)
Voz por: Wataru Hatano
Yōji es el protagonista principal de la historia. Sus padres murieron en un accidente automovilístico que por poco también acabó con su vida, pero gracias a varias circunstancias extrañas logró sobrevivir. Su único pariente es su hermana mayor, Erika, a quien ama profundamente. Yōji siempre ha sido un joven de contextura y cuerpo débil; perdió un año escolar debido a una enfermedad de los pulmones. Constantemente se ve atormentado por extrañas alucinaciones y dolores.
Tetsuo Shironuma (城沼 哲雄 Shironuma Tetsuo?)
Voz por: Yoshihisa Kawahara
Es un compañero de clases de Yōji. Misterioso y reservado, expresa poca o ninguna emoción y siempre mantiene un comportamiento estoico. A pesar de su personalidad, Tetsuo es muy inteligente y destaca en todas sus clases, siendo un estudiante admirable. Su relación con Yōji dependerá de las elecciones del jugador. 
Makoto Mita (三田 睦 Mita Makoto?)
Voz por: Daisuke Kishio
Es el único amigo de Yōji en la escuela. Infantil y lúdico, a menudo se mete en problemas por comer en clase y no llevar su uniforme de la forma correcta. Es un muchacho amable y muy popular entre los estudiantes, a pesar de que parece ser muy susceptible a los celos y la posesividad, tal como sucede cuando Yōji comienza a relacionarse con Tetsuo. Debido a esto, puede considerarse como un antagonista de la historia. 
Zenya Okinaga (翁長 善弥 Okinaga Zenya?)
Voz por: Hikaru Midorikawa
Zenya es un excéntrico joven que se destaca en la escuela no solo por su hábito de vestir con ropa de colores brillantes, sino también por su comportamiento elocuente y llamativo. Detrás de su personalidad despreocupada, se esconde alguien con rabia reprimida y depresión. Es un individuo inseguro y es considerado como un peligro para los demás, incluso para sí mismo.
Kōhei Kitani (姫谷 浩平 Kitani Kōhei?)
Voz por: Hideyuki Umezu
Es un ex-yakuza que solía trabajar para la familia Okinaga y actualmente se ocupa de cuidar a Kunihito y Zenya, a quienes considera su familia y su única razón para vivir. Cuando era un niño, fue recogido por Kunihito y reclutado en su organización, posteriormente convirtiéndose en su mano derecha. Ahora, con Kunihito excomulgado del grupo, Kitani le sigue siendo leal y jamás dejará el lado de su antiguo jefe.
Kunihito Okinaga (翁長 邦仁 Okinaga Kunihito?)
Voz por: Yōsuke Akimoto
Es el padre de Zenya y exlíder de la familia yakuza Okinaga, aunque su actual salud mental y física le han degradado de su posición y le han convertido en nada más que un objeto de risa para sus antiguos seguidores. Dedica la mayor parte de su tiempo en un altar construido en su bodega y rara vez lo abandona, incluso para comer o dormir. Sólo tiene un seguidor que aún le es leal: Kōhei Kitani, quien lo ve como una especie de figura paterna.
Takehiko Kamiya (上屋 武彦 Kamiya Takehiko?)
Voz por: Kōji Yusa
El profesor de química de la escuela de Yōji. Un hombre aunque aparentemente amable, esconde más de lo que deja ver a simple vista. 
Erika Serizawa (芹沢 枝里香 Serizawa Erika?)
Voz por: Mami Ozaki
Es la hermana mayor de Yōji. Erika y su hermano vivieron juntos luego de la muerte de sus padres, hasta su posterior matrimonio con Yūya Serizawa. Más adelante, tiene un bebé al que nombra Yūji, el cual es una combinación de los nombres de su hermano y marido.

## Media

### Música
Un CD recopilatorio titulado fragment – sweet pool original soundtrack, el cual incluye las canciones y banda sonora original usadas en la novela visual, fue lanzado el 30 de enero de 2009.

#### Lista de canciones
- I'm In Blue, tema de apertura, interpretado por Pale Green.
- VLG (Vicious Love God), tema de cierre para Zenya Okinaga. Interpretado por Kazuhiro Watanabe.
- The Hunger, tema de cierre para Makoto Mita. Interpretado por Ken1 con letra de Kazuhiro Watanabe.
- Diving Deep, tema de cierre para Tetsuo Shironuma. Interpretado por Yuzi.
- The Red Road, tema de cierre para Tetsuo Shironuma. Interpretado por Pale Green y compuesta por Yuzi.
- Miracles May tema de cierre para Tetsuo Shironuma. Interpretado por Kanako Itō con letra de Kazuhiro Watanabe.

### Teatro
Una adaptación a obra teatral fue anunciada el 29 de octubre de 2021. La obra, dirigida por Norihito Nakayashiki y producida por Nitro+Chiral, tuvo sus funciones entre el 12 y 21 de marzo de 2022 en el teatro The Galaxy Theatre. Cuenta con las actuaciones de Keito Sakurai como Yōji, Shūya Sunagawa como Tetsuo, Taishi Sugie como Makoto, Yūya Uno como Zenya, Takamitsu Fukuchi como Kitani, Kōji Wakasugi como Kunihito, Mitsu Murata como Kamiya y Sachi Nagata como Erika.